# Jakugo
Jakugo  (japonais 着語, « phrase de couronnement », ou agyo (下語); chinois: zhuoyu, coréen: ch'ago), est un bref poème (une stance) qui accompagne un kōan est une preuve de la solution de l'énigme du cas, mais pas la solution elle-même. Dans le bouddhisme zen, le kōan est utilisé à la fois comme dispositif de méditation et comme expression de l'illumination (悟り/覚り, satori) — une vue radicale de la vraie nature des choses ainsi que du soi. Une phrase de couronnement est censée être une expression, la plupart du temps sous forme de vers, d'une telle expérience d'éveil. 

## Origine
Selon Victor Sōgen Hori, l'usage du jakugo remonte au moins à la dynastie Song (960 - 1270 ap. J.-C.) et a été développé à partir des « jeux littéraires » classiques chinois. Cependant, leur emploi est particulièrement emblématique de l'entraînement des moines dans le bouddhisme rinzai au Japon. Dans ce pays, l'emploi des jakugo est avant tout dû à Sôhô Myôchô (en) (1282-1337) qui les a introduit dans ses interprétations de kôans. En Chine, elles ont d'abord été composées en chinois littéraire.

## Description
Le mot jakugo peut être traduit par « annotation, mot rattaché, phrase de couronnement ». Les jakugo sont donc des sentences marquées par la brièveté, qui offrent un commentaire à un cas zen particulier (un kôan) dans le but d'exprimer la compréhension de l'éveil (bodhi ou satori) de la personne qui le compose ou de stimuler la compréhension du lecteur. Ces stances peuvent se résumer à un mot (« Juste ! »; « Fini ! ») à des vers de huit sinogrammes — par exemple, « Vent, drapeau, esprit qui bouge: / Tous ont raté la cible. / Ils ne savent qu'ouvrir leur caquet, / Inconscients de l'erreur de leurs propos ! »
Au Japon, au cours de leur formation, les moines Rinzai sont tenus de faire preuve de leur compréhension du cas qu'ils étudient en proposant à leur maître un (voir le) jakugo approprié. Ces jakugo viennent souvent d'anthologies traditionnelles de cas, par exemple le Zenrin Kushû (« Recueil de sentences de la forêt zen), qui date du XVIIe siècle.

### Mise en œuvre
V. Sōgen Hori décrit le processus de l'entraînement au kōan comme suit :

« Les monastères Rinzai du Japon varient dans leur façon de diriger la pratique du kōan, mais dans la branche Myōshin-ji-Daitoku-ji, lorsqu'un moine a passé un kōan, le maître zen lui demande d'apporter une "phrase de couronnement". (...) Le moine choisit un vers ou une phrase qui exprime l'intuition qu'il a eue en méditant sur le kōan. Il cherche cette phrase de couronnement dans l'un des nombreux livres de phrases zen qui ont été spécialement compilés à cet effet. Si le moine progresse vers les stades avancées du cursus de kōan dans le zen Rinzai, il recevra d'autres missions littéraires : rédiger des explications en japonais, appelées kakiwake (書き分け), et composer des poèmes de style chinois, appelés nenrō 拈弄. (...) Les recherches et les travaux d'écriture nécessaires à la réalisation des tâches de rédaction des kakiwake et des nenrō peuvent prendre beaucoup de temps durant les dernières étapes du séjour d'un moine au monastère. »